# Landhaus in Hilversum
Landhaus in Hilversum ist ein 1901 entstandenes Gemälde des deutschen Malers Max Liebermann. Das in Öl auf Leinwand gemalte Landschaftsbild hat eine Höhe von 65 cm und eine Breite von 80 cm. Es gehört zur Sammlung der Nationalgalerie in Berlin. Das Gemälde zeigt eine Villa in einem Park in der Umgebung der niederländischen Stadt Hilversum. Vorbild für die Bildkomposition war das Motiv Landhaus in Rueil des Franzosen Édouard Manet. Das Landhaus in Hilversum markiert Liebermanns Hinwendung zu Darstellungen aus dem großbürgerlichen Milieu, nachdem er zuvor wiederholt Alltagsszenen arbeitender Menschen gezeigt hatte. Nach dem Gemälde malte er zahlreiche weitere Werke mit Ansichten einer Villa im Park, vor allem Motive seines eigenen Sommerhauses am Wannsee.

## Bildbeschreibung
Das Gemälde Landhaus in Hilversum zeigt ein Motiv, das Liebermann aus der niederländischen Provinz Noord-Holland kannte. In einem Park mit zahlreichen Bäumen „im satten, saftigen Grün“ steht in mittlerer Entfernung zentral ein weißes Herrenhaus. Die bildparallel gezeigte Fassade gliedert sich in drei Stockwerke. Im Erdgeschoss ist mittig die Eingangstür mit einem ornamentgeschmückten Oberlicht und darüber einem kurzen Vordach zu erkennen. Daneben findet sich jeweils ein Fenster mit geöffneten Fensterläden. In den beiden oberen Stockwerken reihen sich je drei Fenster ohne Fensterläden. Alle Fenster sind Sprossenfenster mit kleinen Scheiben in einem Gitternetz. Die Gitternetzlinien leuchten hell vor den dunklen Räumen im Inneren. Die Fenster- und Türfassungen haben einen Gelbton, die Fensterläden und die Eingangstür sind in dunklem Grün gestrichen. Auffallendes Gestaltungselement der Fassade ist eine Art Attika in der Mitte, in der eine runde Turmuhr eingelassen ist. Seitlich davon ist das rötliche Ziegeldach sichtbar. Dahinter scheint durch die Bäume an wenigen Stellen ein weißgrauer Himmel.
Vor dem quaderförmigen Haus liegt ein großes rundes Rosenbeet mit grünem Blattwerk und einigen roten Blüten. Den Vordergrund bildet eine hellgrüne Rasenfläche. Sorgfältig sind die Bäume des Parks arrangiert. Von links und rechts ragen Reihen mit jeweils angeschnittenen Bäumen bis an das Haus heran. Dahinter sind Baumstämme und Blattwerk weiterer Bäume zu erkennen, teilweise sind sie nur als dunkle Schattenbereiche zu erahnen. Markant ist hingegen ein mächtiger Baum, der den Vordergrund der rechten Bildseite dominiert und im Kontrast zur weißen Hausfassade steht. Sein dicker dunkler Stamm wird vom oberen Bildrand beschnitten und nur ein Teil der dahinter herunterragenden Baumkrone erscheint im Gemälde. Verschiedene Autoren vermuteten hier als Baumart eine Buche.
Das Gemälde kommt ohne menschliches Personal aus. Alle Fenster und Türen sind verschlossen; im Park streifen weder Bewohner noch dienstbare Angestellte umher. Dennoch gibt diese „lichtdurchflutete Räumlichkeit“ Hinweise auf die Besitzer des Anwesens. Der Park in seinem gepflegten Zustand ist ein Ort der ungestörten Ruhe, der als Augenweide zur Entspannung der unsichtbaren Besitzer dient. Im Gemälde zeigt Liebermann eine variantenreiche Pinselführung: Der Vordergrund mit der Rasenpartie ist mit breitem Pinsel teils nur dünn aufgetragen, im Blumenbeet sind die Blüten mit feinem Pinsel getupft und die Bäume wirken teils wie gespachtelt. Das Gemälde ist unten links signiert mit „M.Liebermann“.

## Zur Entstehung des Gemäldes

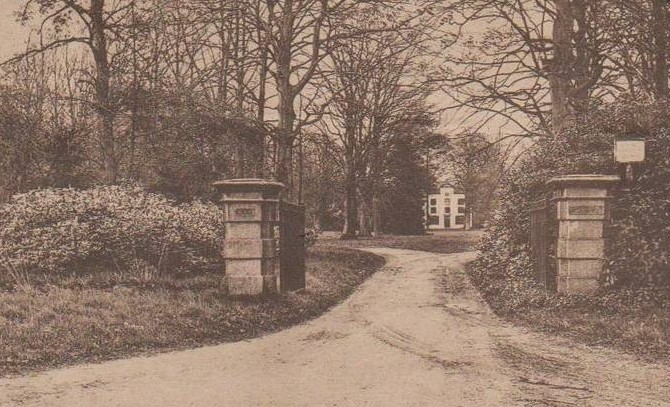
Jacob Olie: Hofstede Oud-Bussem, Fotografie 1902

Bei der im Gemälde Landhaus in Hilversum zu sehende Villa handelt es sich um das Wohnhaus des Landgutes Oud-Bussem. Das Anwesen befindet sich nahe Bussum auf dem Gebiet der Gemeinde Huizen, einige Kilometer nördlich von Hilversum. Der nicht ganz korrekte Titel Landhaus in Hilversum stammt möglicherweise von Liebermann selbst, als er das Gemälde und vorbereitende Arbeiten in den Handel gab. Das Gebäude besteht heute nicht mehr. Eine 1903 entstandene Fotografie von Jacob Olie zeigt einen ähnlichen Blick auf die Villa, wie sie auch Liebermann malte, jedoch aus deutlich größerer Entfernung. Das Anwesen gehörte vormals dem Pulverfabrikanten Johannes (Jan) Bredius, Vater des Kunsthistorikers und Museumsdirektors Abraham Bredius. Liebermann verband mit dem Rembrandt-Experten Bredius seit 1890 eine Freundschaft. Als Liebermann die Villa 1900 malte, gehörte sie jedoch nicht mehr der Familie Bredius. Es ist daher nicht klar, ob Liebermann mit Bredius das Anwesen besuchte, oder ob der in Bussum lebende Maler Jan Veth Liebermann auf die Villa Oud Bussem aufmerksam machte.
Neben dem Ölgemälde schuf Liebermann um 1900/1901 vom Haus und Park Oud-Bussem mehrere Arbeiten auf Papier, die möglicherweise als Vorstudien dienten. So gibt es eine Kreidezeichnung Holländisches Landhaus im Park (Privatsammlung) mit einem bogenartigen Weg zum Haus, das in einiger Entfernung von Bäumen gerahmt wird. In der Bildmitte steht neben dem Haus ein Baum mit voller Baumkrone und darüber ein Stück Himmel. Diese Details fehlen in den anderen Zeichnungen. Zudem finden sich in dieser Zeichnung im Vordergrund auf einer großen leeren Rasenfläche verschiedene Personen: Vorn ein Gärtner bei der Arbeit, links davon weiter hinten eine Frau und ein Mädchen. Einen ähnlichen Blickwinkel zeigt die Kohlezeichnung Parklandschaft in Holland (Staatliche Kunsthalle Karlsruhe), in der das Haus in großer Entfernung steht und die Fassade weitestgehend von Bäumen verdeckt wird. Auch hier gibt es auf der rechten Seite eine leere Rasenfläche. Die Kreidezeichnung Landhaus in Hilversum (Museum der bildenden Künste, Leipzig) zeigt bereits den mächtigen Baumstamm auf der rechten Bildseite, der sich ähnlich in der Gemäldeversion zeigt; das Haus erscheint allerdings auch hier weit in den Hintergrund gerückt. In einer weiteren Zeichnung Haus hinter Bäumen – Die Villa Oud-Bussem in Huizen (Privatsammlung) ist die Fassade deutlich näher in den Vordergrund gerückt. Es zeigt bereits große Übereinstimmungen zur Gemäldeversion und gibt das Haus in nahezu gleicher Entfernung und Perspektive wieder. Der Baumstamm der rechten Seite ist in dieser Zeichnung jedoch noch weniger massiv ausgeführt und es gibt abweichend eine Gärtnerin links neben dem Haus.

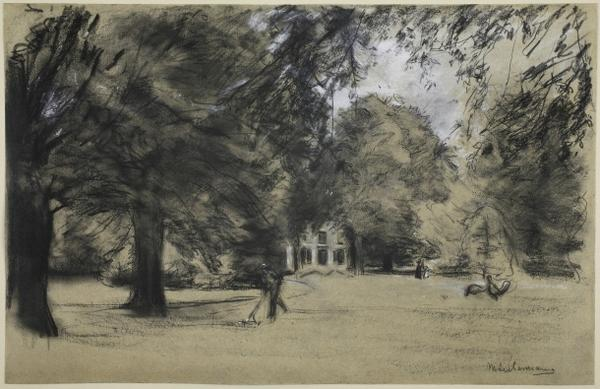
Max Liebermann: Holländisches Landhaus im Park – Die Villa Oud-Bussem in Huizen, Privatsammlung
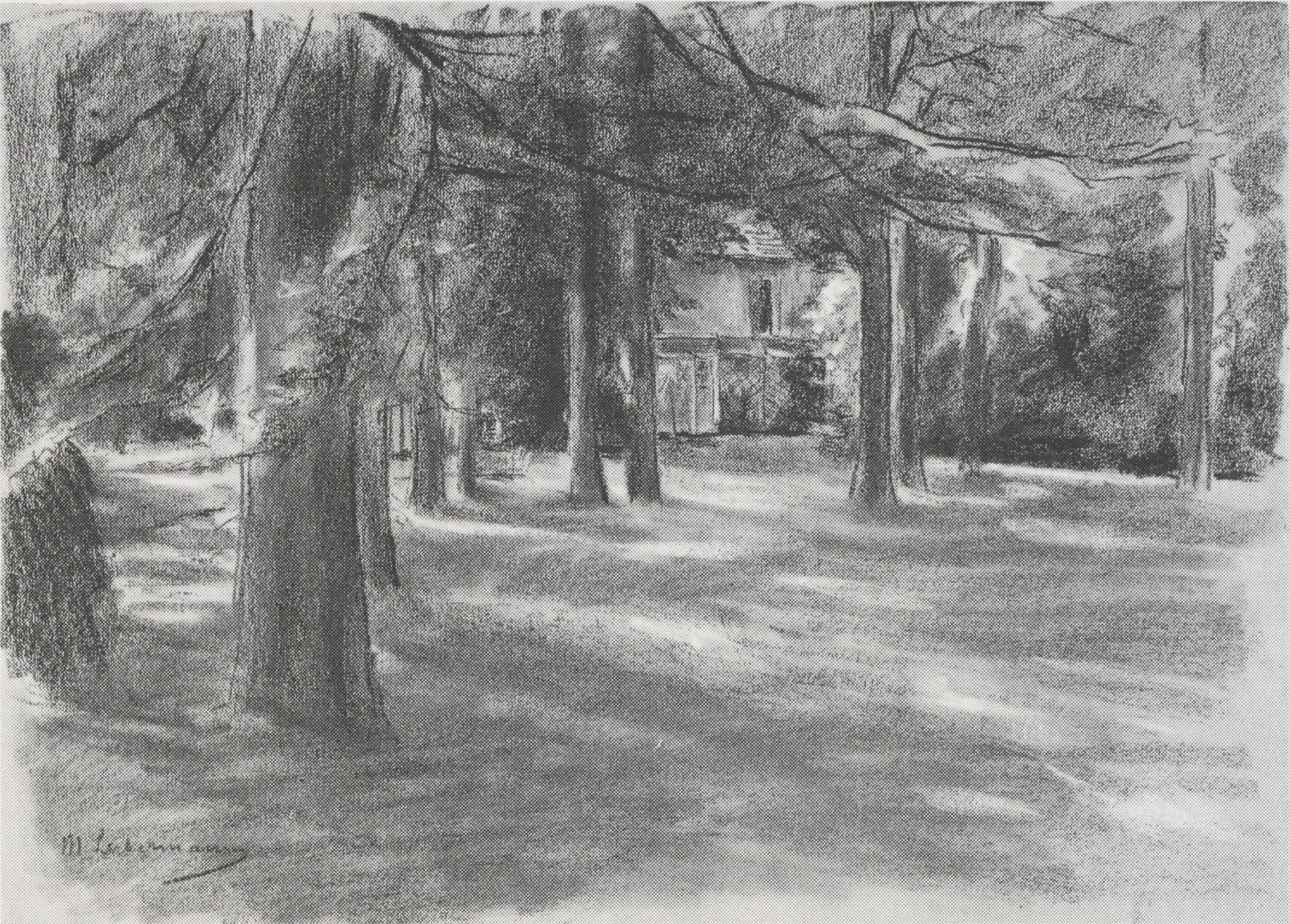
Max Liebermann: Landschaft in Holland, Staatliche Kunsthalle Karlsruhe
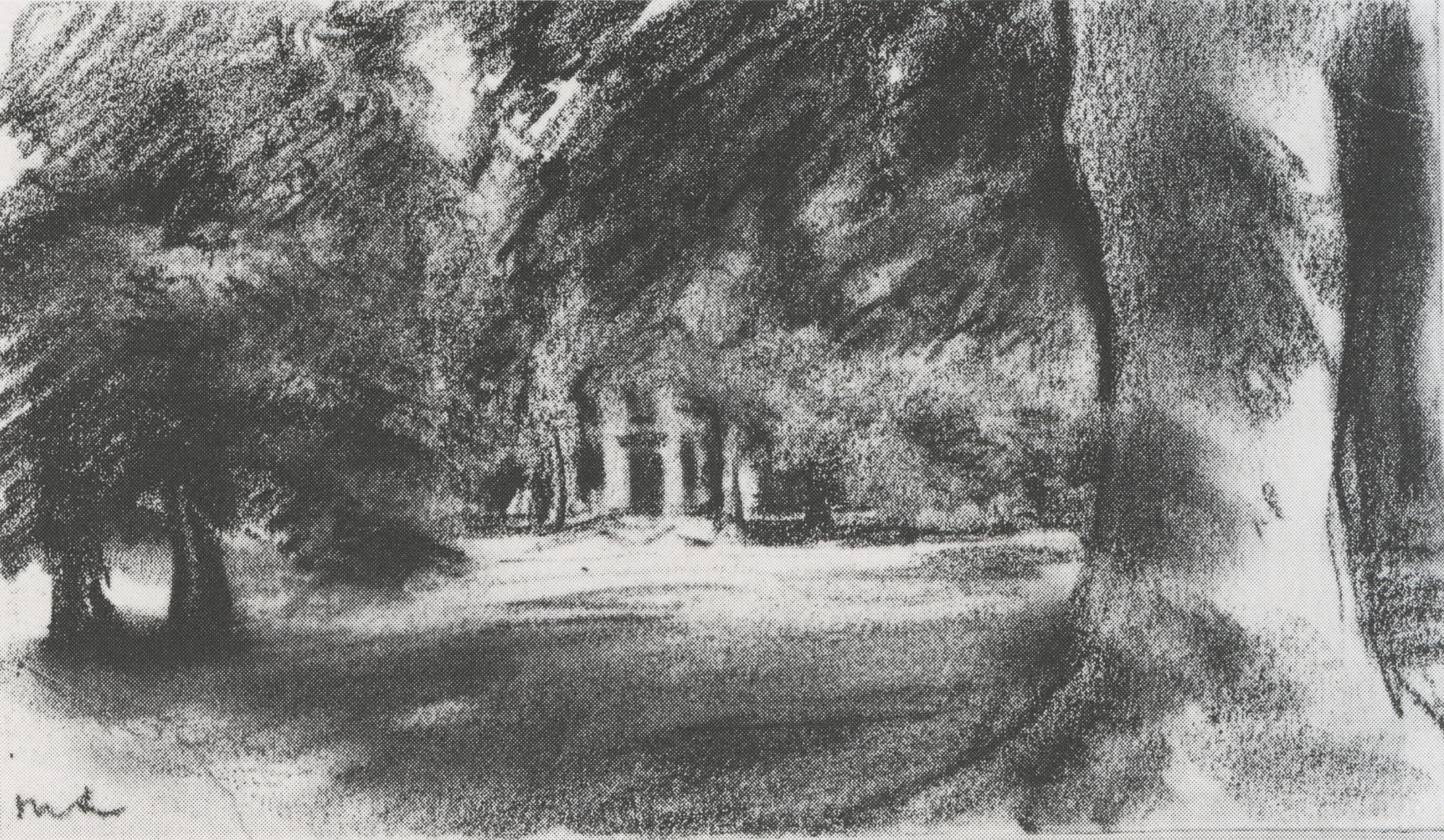
Max Liebermann: Landhaus in Hilversum, Museum der bildenden Künste, Leipzig
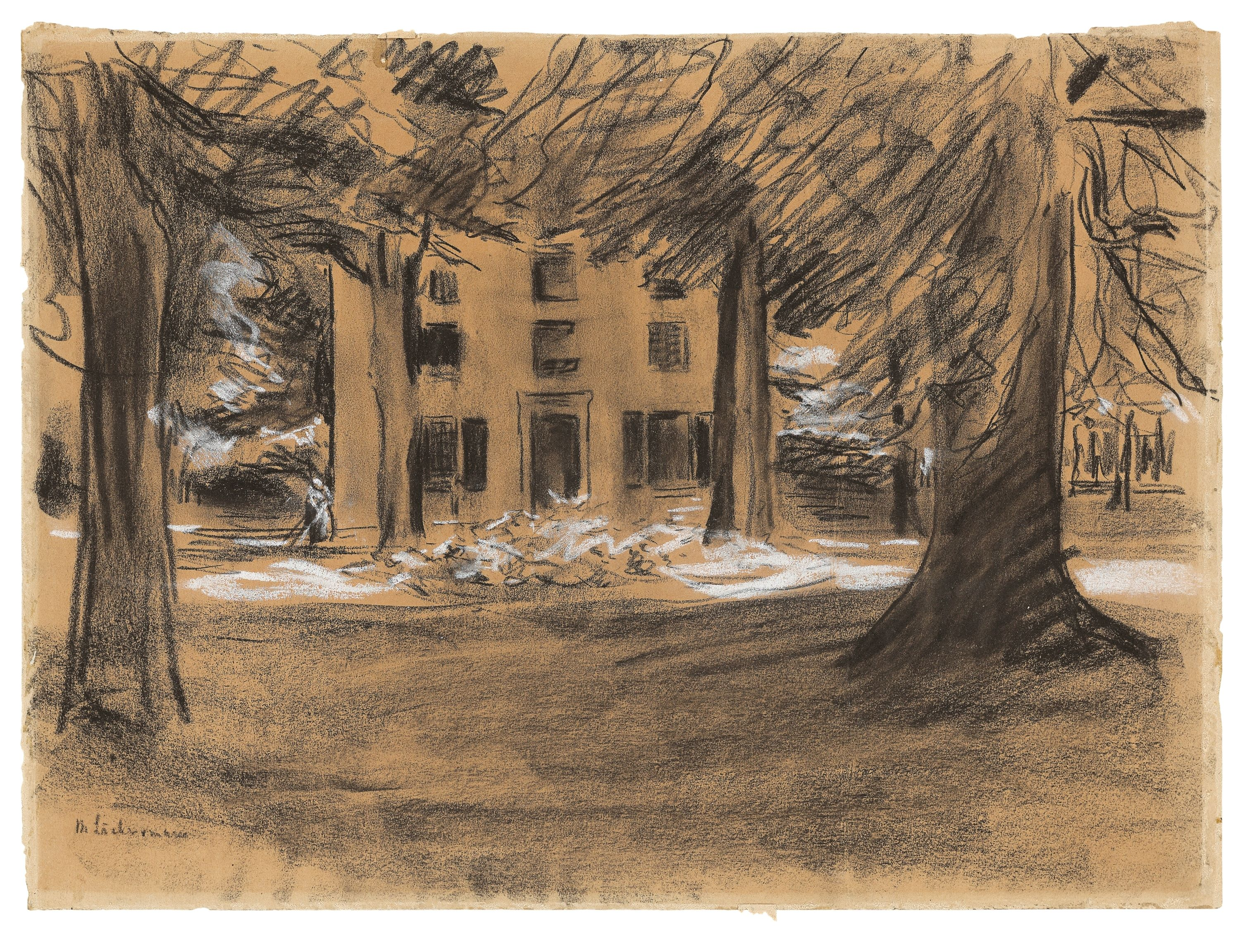
Max Liebermann: Haus hinter Bäumen – Die Villa Oud-Bussem in Huizen, Privatsammlung

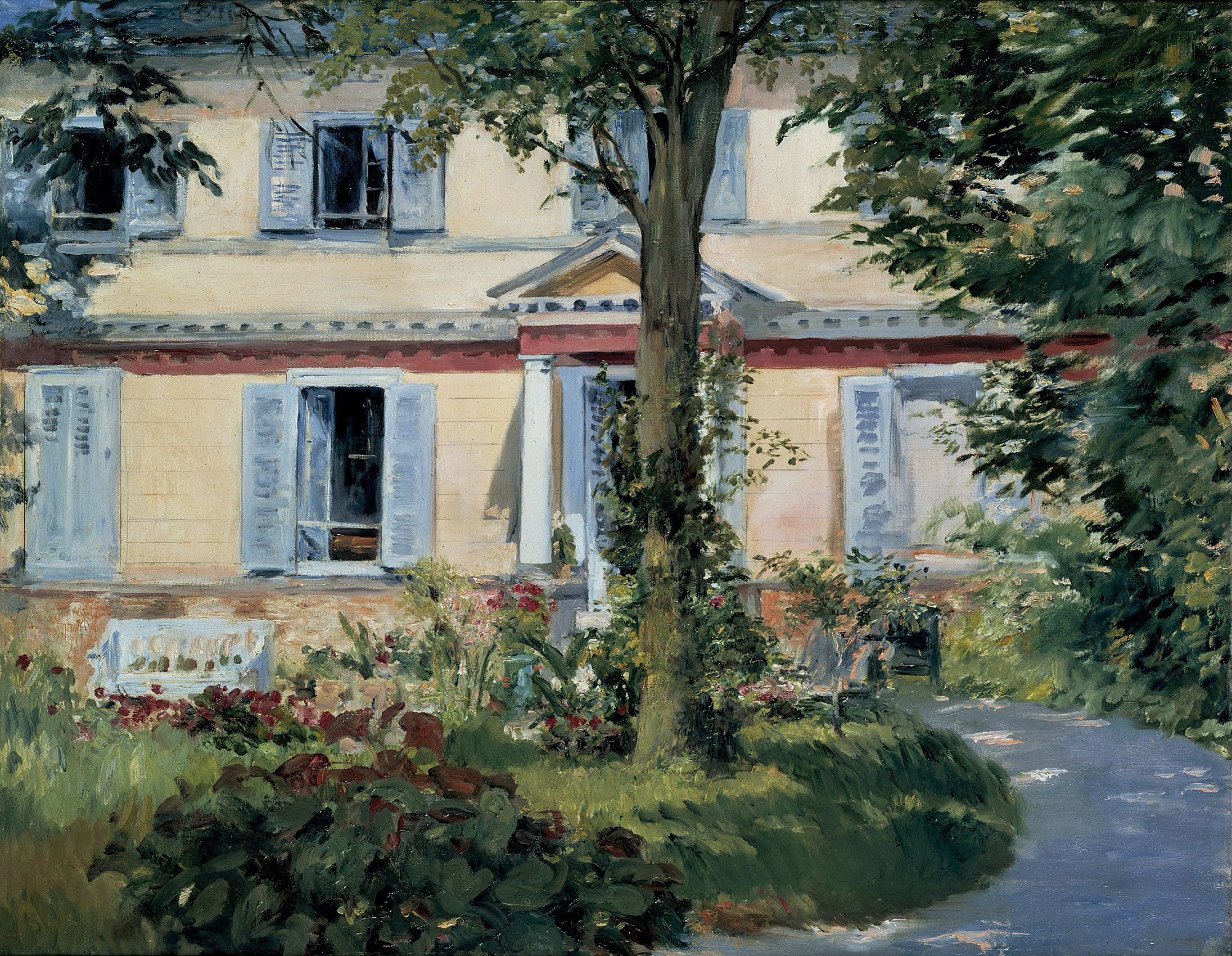
Édouard Manet: Landhaus in Rueil, 1881

Vorbild für Liebermanns Landhaus in Hilversum war Manets Gemäldemotiv Landhaus in Rueil. Liebermann bewunderte die Kunst Manets und besaß seit den 1890er Jahren mehrere Gemälde des Franzosen. Liebermanns Freund und Biograf Erich Hancke sprach von dem „veredelten Einfluß der malerischen Delikatesse Manets“. Werke Manets kannte Liebermann schon seit den 1880er Jahren, als Werke der französischen Impressionisten im Berliner Salon von Carl und Felicie Bernstein zu sehen waren. Einen großen Überblick über Manets Schaffen erhielt Liebermann, als er 1896 zusammen mit dem Berliner Museumsdirektor Hugo von Tschudi nach Paris reiste. Dort hatten beide im Kunsthandel Manets Bild Im Wintergarten für die Sammlung der Nationalgalerie ausgesucht und bei dieser Gelegenheit auch zahlreiche weitere Manets Werke gesehen. Sicher war ihm auch das Motiv des Landhaus in Rueil bekannt, von dem eine Version 1906 in die Berliner Nationalgalerie gelangte. Von Manets Landhaus in Rueil übernahm Liebermann für sein Landhaus in Hilversum das Bildthema und die Bildkomposition. Auch findet sich in den Werken der beiden Künstler jeweils ein vom Bildrand beschnittener Baum vor der Hausfassade. Dieser ist allerdings bei Manet deutlicher in die Mitte gerückt und der Stamm weniger massiv als bei Liebermanns Gemälde. Vor allem in der Farbigkeit unterscheiden sich die Werke der beiden Künstler. Während Manet sein Haus mit sonnenbeschienener Fassade zeigt und der Garten in hellen Farben leuchtet, hat Liebermann überwiegend dunkle Farben gewählt und vor allem schattige Flächen dargestellt.

## Liebermanns Landhausmotive
Das Landhaus in Hilversum von 1901 fiel in eine Schaffensphase Liebermanns, in der er sich neuen Bildthemen zuwandte. In den Jahren davor wählte er wiederholt Motive, die aus der Welt der Arbeiter und Bauern stammten. Er porträtierte Näherinnen, Hirtenmädchen und Netzflickerinnen oder malte Menschen im Waisenhaus und Altenheim. Zu Beginn des 20. Jahrhunderts richtete er sein Interesse weg von den arbeitenden Menschen, hin zu den Freizeitaktivitäten des Bürgertums. Er porträtierte nun Erholungssuchende als Spaziergänger im Park, bei einem Aufenthalt im Biergarten oder bei einer Ruderbootpartie – Motive wie sie auch die französischen Impressionisten in ihren Bildern gezeigt hatten. Hinzu kamen großbürgerliche Szenen wie Urlauber und Reiter am Strand, oder Beobachtungen beim Tennis, Polospiel und Pferderennen.
Zu Liebermanns neuen Bildthemen gehörte nun auch die Ansicht einer Villa im Park, wie er sie erstmals im Gemälde Landhaus in Hilversum zeigte. Diese Parkanlagen dienen nicht wie Bauerngärten der Ernährung der Bewohner, sondern sie stellen als Ort der Ruhe und Erholung prestigeträchtig Wohlstand zur Schau. Nach dem Landsitz in der Nähe von Hilversum widmete sich Liebermann im Folgejahr in Hamburg erneut der Darstellung von Villen in parkartiger Umgebung. So schuf er 1902 Ansichten der Landhäuser Wesselhoeft, Godeffroy (Das Godeffroy’sche Landhaus im Hirschpark von Nienstedten an der Elbe, 1902, Hamburger Kunsthalle) und Eichberghaus (Altes Haus in Hamburg, 1902, Privatsammlung) in Nienstedten. Diese Ansichten zeigen gegenüber Liebermanns Landhaus in Hilversum eine deutlich hellere Palette.

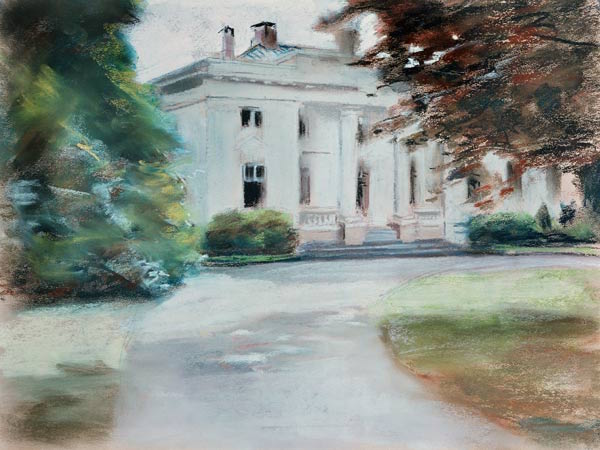
Max Liebermann: Das Godeffroy’sche Landhaus im Hirschpark von Nienstedten an der Elbe, 1902
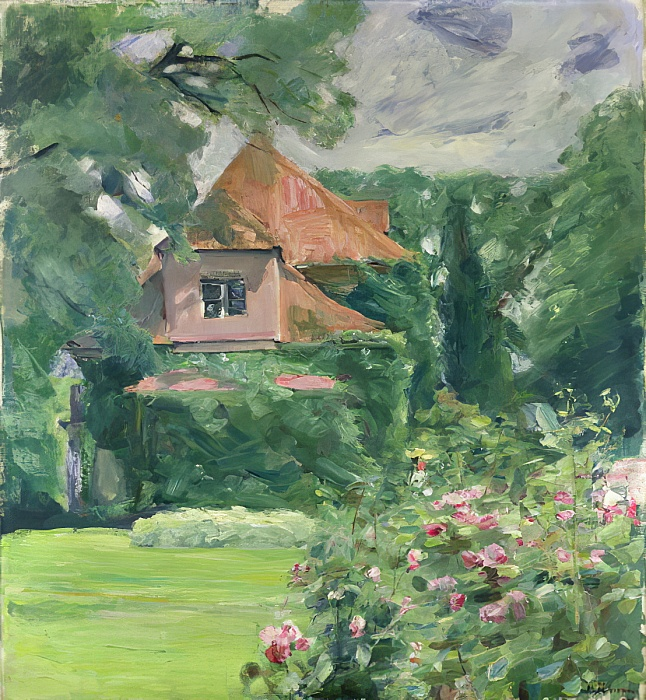
Max Liebermann: Altes Haus in Hamburg, 1902
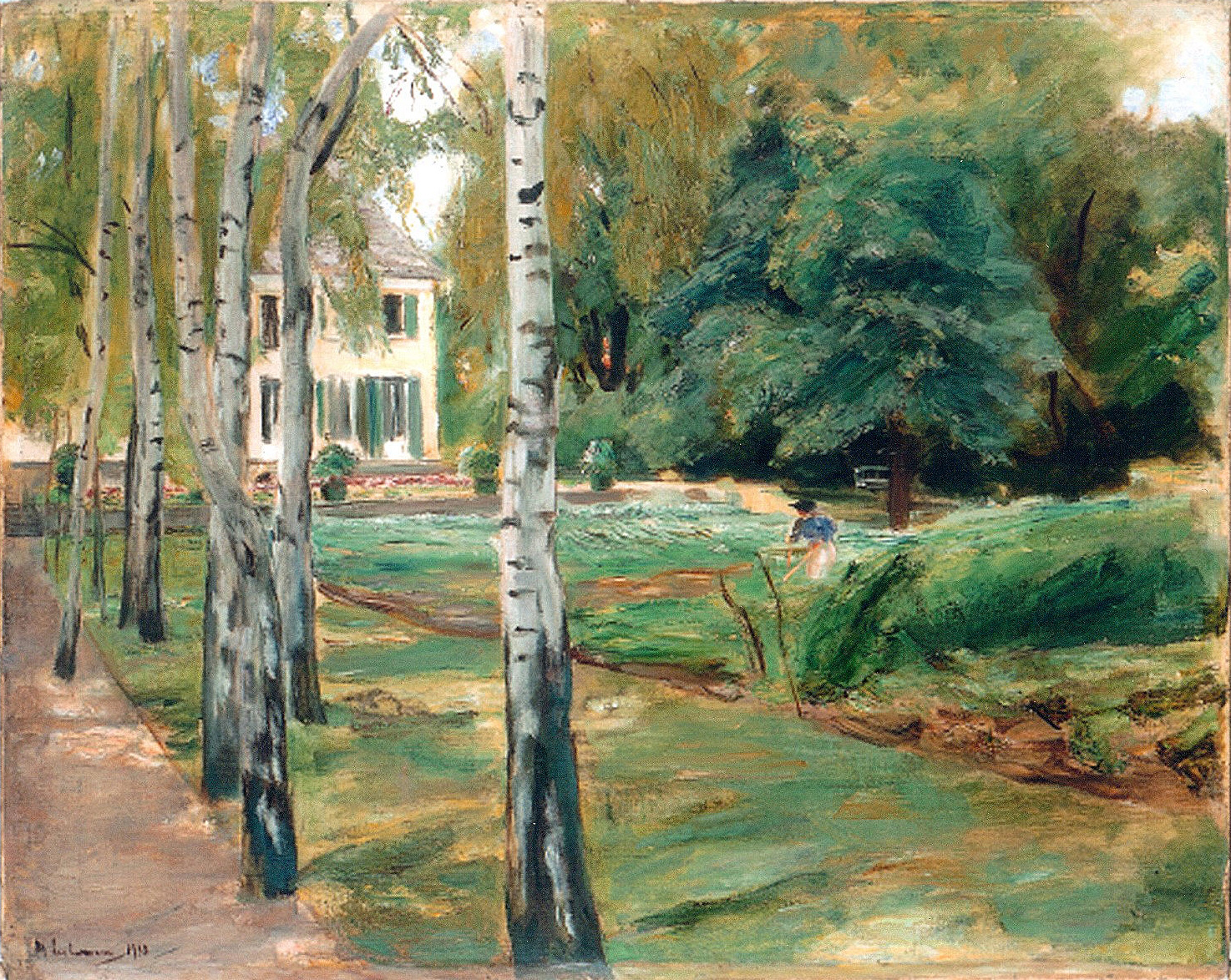
Max Liebermann: Birkenallee im Wannseegarten, 1918
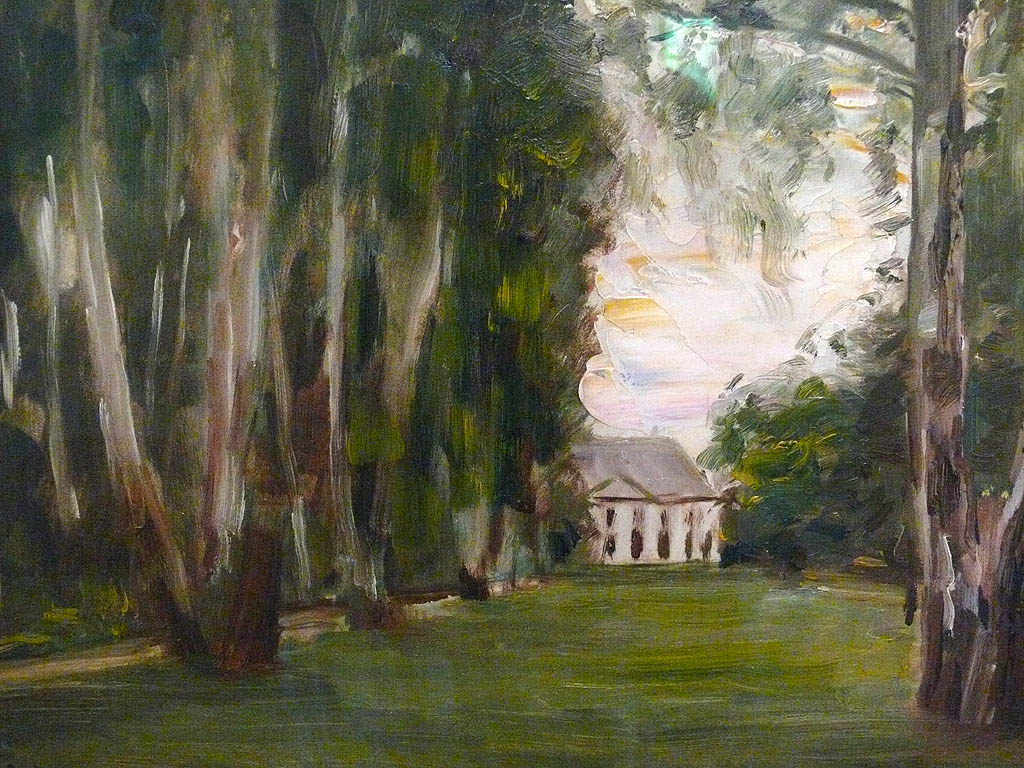
Max Liebermann: Die Birkenallee in Wannsee nach Westen, 1926

Wenige Jahre nach Entstehung der Hamburger Villenansichten entstand bei Liebermann der Wunsch, ein eigenes Landhaus mit Garten zu beziehen. 1909–1910 ließ es sich am Berliner Wannsee das heute als Liebermann-Villa bekannte Gebäude errichten, in dem die Familie seitdem die Sommermonate verbrachte. Max Liebermann richtete sich im Haus ein Atelier ein und wählte den nach seinen Wünschen angelegten Garten in den Folgejahren als ein bevorzugtes Motiv für seine Gemälde. Neben Bildern von einzelnen Gartenelementen, den Blick auf das Ufer des Wannsees oder Porträts im Grünen, stellte Liebermann auch wiederholt Ansichten seines Hauses dar, die an die Hamburger Villenansichten erinnern, jedoch auf das Landhaus in Hilversum zurückzuführen sind. Beispiele hierfür sind Liebermanns Gemälde Birkenallee im Wannseegarten von 1918 und Die Birkenallee in Wannsee nach Westen von 1926 (beide Nationalgalerie, Berlin).

## Provenienz
Das Gemälde Landhaus in Hilversum befand sich zunächst im Besitz des Berliner Sammlers Albrecht Guttmann. Seine Sammlung wurde am 18. Mai 1917 gemeinschaftlich von den Auktionshäusern von Paul Cassirer und Hugo Helbing versteigert. Noch im selben Jahr kam das Bild als Geschenk des Berliner Unternehmers, Kunstsammlers und Mäzens Eduard Arnhold in die Sammlung der Nationalgalerie in Berlin. Anlass hierzu war der 70. Geburtstag von Max Liebermann, mit dem Arnhold eng befreundet war. Sie teilten zudem ihre Leidenschaft für Werke von Édouard Manet, von denen beide mehrere Arbeiten in ihren Sammlungen besaßen.